# Alpkogel (Semmeringgebiet)
Der Alpkogel ist ein 1414 m ü. A. hoher Berg im Semmeringgebiet. Über den Gipfel verläuft die steirisch-niederösterreichischen Grenze.

## Geographie
Der Berg erhebt sich drei Kilometer südöstlich vom Semmeringpass und gut 1½ Kilometer südlich des Sonnwendsteins. Er gehört zu dem Kamm, der sich im Gebiet östlich des Semmeringpasses südwärts zum Fröschnitzsattel hinzieht, und dann weiter zum Wechsel und in die Fischbacher Alpen. Dieser Kamm bildet über den Semmering kommend die Landesgrenze Niederösterreich zur Steiermark, und auch die Wasserscheide Mürz (über Dürrgraben und Fröschnitzbach) zu Leitha, bis zum Alpkogel zur Schwarza (über Göstritzgraben und Auebach), ab dort zur Pitten (über Ottenbach und Trattenbach und weiter). Im Schwarza-Einzugsgebiet bildet er die Südspitze, in dem der Mürz den östlichsten Punkt. Politisch gehört der Alpkogel zu Spital am Semmering und Trattenbach, die Gemeindegrenze zu Schottwien läuft nördlich knapp unterhalb des Gipfels zur Kammlinie.

## Wege und Hütten

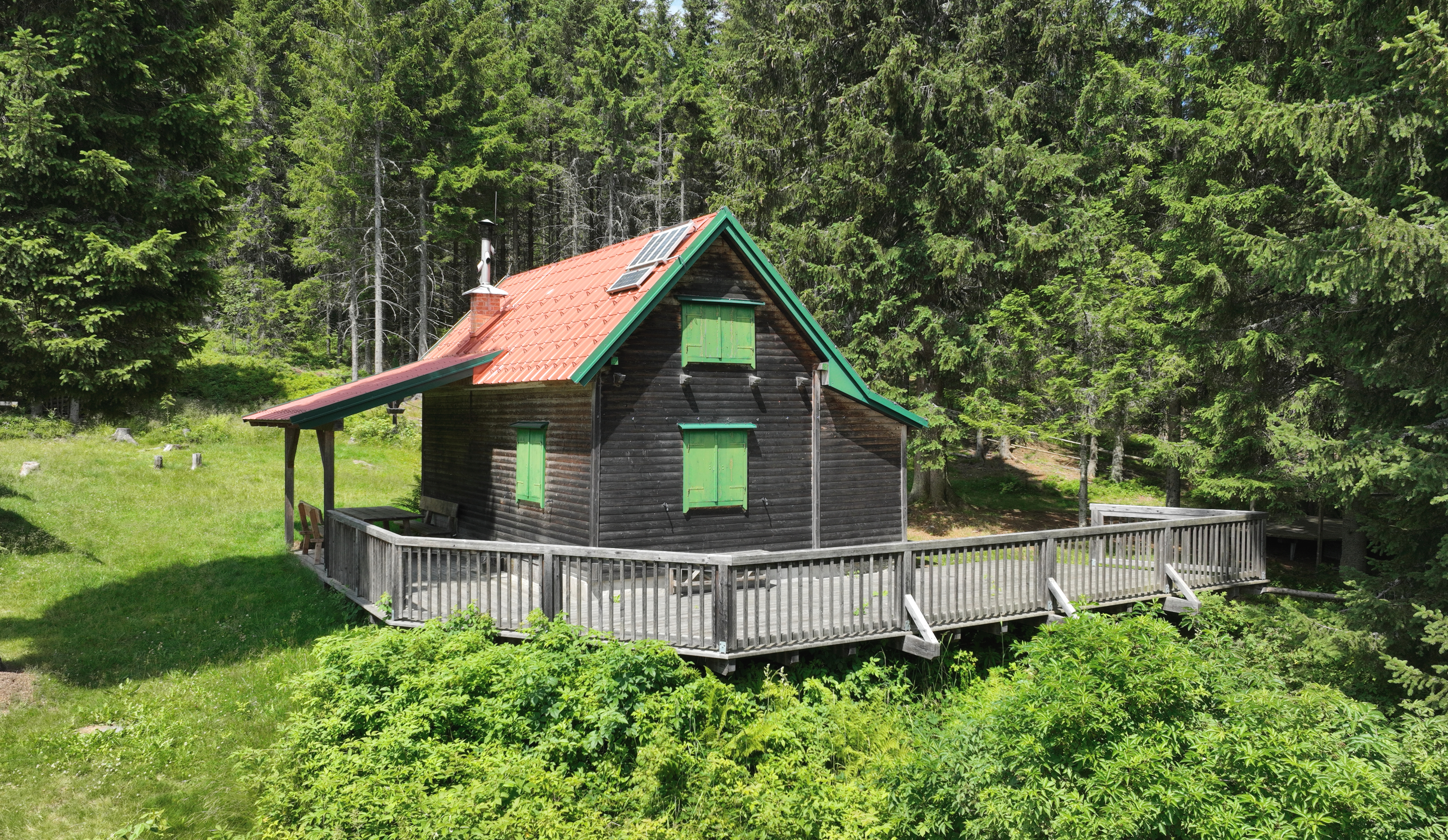
Die Selbstversorgerhütte „Alpkogelhütte“ des ÖTK auf dem Alpkogel

Begangen wird der Berg meist im Rahmen der Höhenweg-Weitwanderwege des Gebiets: dem Niederösterreichischen Landesrundwanderweg (NLW) über Semmering – Sonnwendstein zum Fröschnitzsattel, dem Gloggnitzer Rundwanderweg (834) in mehreren Varianten oder dem Steirischen Voralpenweg (740) am Kamm. Zustiege sind auch von Göstritz (Weinweg, weiter am Kamm), von Trattenbach über Schlaggraben oder Ottenbach wie auch Steinhaus über den Dürrgraben möglich. Aufgrund der zahlreichen Forstwege ist der Berg auch mit Mountainbikes gut zu erreichen. Die Fernwege führen aber beiderseits um den Gipfel herum, auf den bewaldeten Gipfel selbst leiten einige leichte Steige. Die Gipfelflur ist teils offen. Winters wird hier die Wechsel-Semmering-Panoramaloipe gelegt. Der Berg ist auch als Schitour mit Überschreitungen bekannt sowie ein reizvolles Ziel für Schneeschuhgänger.

### Alpkogel-Hütte
Südlich des Gipfels liegt die Alpkogel-Hütte (1314 m ü. A.), eine kleine Selbstversorger-Unterstandshütte des Österreichischen Touristenklubs (ÖTK), Sektion Neunkirchen.